# Пам'ятна медаль «Учаснику спеціальної військової операції»
Пам'ятна медаль «Учаснику спеціальної військової операції» — нагорода Росгвардії.

## Історія
Нагорода була заснована наказом Федеральної служби військ національної гвардії Російської Федерації від 26 травня 2022 року № 170; документ зареєстровано Міністерством юстиції РФ та опубліковано 27 червня 2022 року. Медаль призначена для нагородження військовиків та цивільних службовців Росгвардії, які брали участь у вторгненні в Україну.

## Опис
Медаль складається з основи медалі та п'ятикутної колодки. Основа медалі виготовляється з нейзильберу та має форму кола сріблястого кольору діаметром 32 міліметри з опуклим бортиком з обох боків.
На аверсі медалі вміщено сріблясте стилізоване зображення військовослужбовця з автоматом на тлі складеної втричі сріблястої стрічки у вигляді літери Z. Над зображенням півколом розміщено напис крапового кольору «УЧАСТНИКУ СПЕЦИАЛЬНОЙ ВОЕННОЙ ОПЕРАЦИИ». Під зображенням поміщено напівкруглий лавровий вінок, перевитий стрічкою з написом крапового кольору «РОСГВАРДИЯ».
На реверсі медалі у верхній частині розміщено зображення емблеми військ національної гвардії РФ, в нижній частині в 2 рядки вміщено напис «ВОЙСКА НАЦИОНАЛЬНОЙ ГВАРДИИ РОССИЙСКОЙ ФЕДЕРАЦИИ».
Основа медалі за допомогою вушка та кільця кріпиться до прямокутної колодки, яка обтягнута муаровою стрічкою крапового кольору. Ліва половина стрічки обрамлена смугами синього кольору (ширина — по 1 міліметру), а права — смугами білого кольору (ширина — по 2 міліметри). У центрі правої половини стрічки вміщено смугу жовтого кольору (ширина — 1 міліметр). Ширина стрічки становить 24 міліметри.

## Галерея

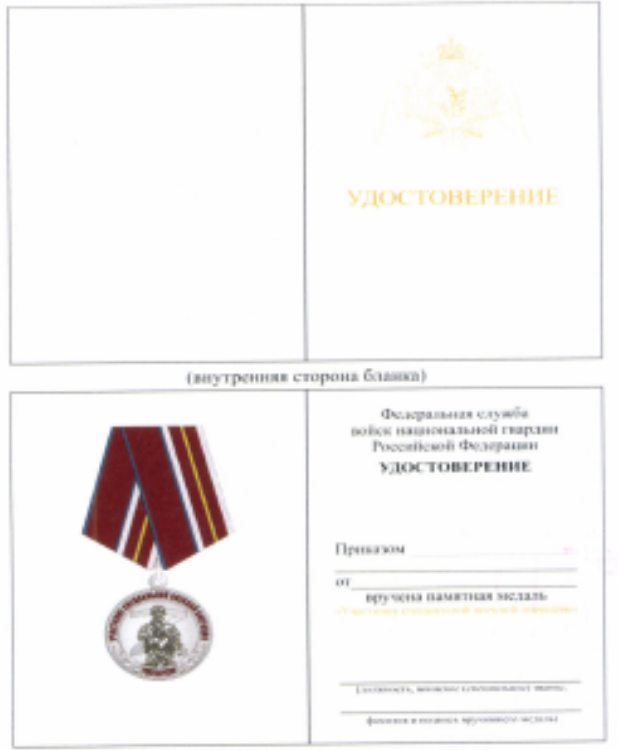
Посвідчення медалі.
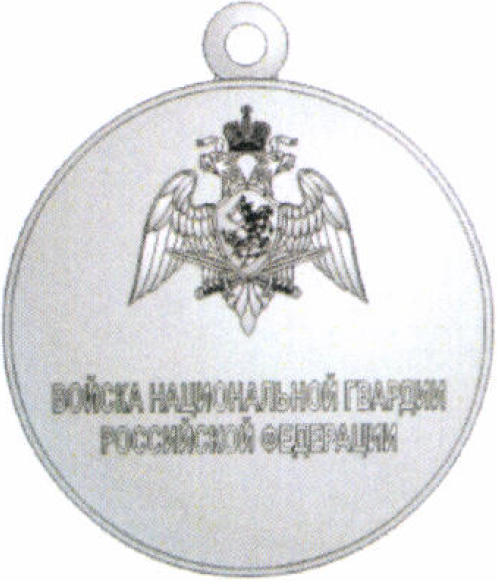
Реверс медалі.